# Церковь Божьего Тела (Иказнь)
Церковь Божьего Тела (бел. Касцёл Божага Цела) — католический храм в агрогородке Иказнь, Тетерковский сельсовет, Браславский район, Витебская область, Белоруссия. Относится к браславскому деканату Витебского диоцеза. Памятник архитектуры, построен в 1906—1912 годах. Расположен по адресу: ул. Молодёжная, д.7.

## История
Иказнь была основана Иваном (Яном) Сапегой в начале XVI века. Современному каменному храму предшествовал целый ряд деревянных. Первый из них был возведён по инициативе великого канцлера Льва Сапеги в 1593 году. После постройки храм был передан в ведение ордена иезуитов.
На протяжении XVII—XVIII веков деревянная церковь несколько раз сгорала и отстраивалась. Последний раз это случилось во время нашествия Наполеона в 1812 году (церковь вновь отстроена в 1814).
В 1886 году настоятелем Иказненского прихода Дисненского деканата был ксендз Клавдий Антонович.
В 1906 году приход получил разрешение на возведение каменного храма, строительство продолжалось 6 лет, в 1912 году каменный храм в неороманском стиле был освящён.
Перед Второй мировой войной в общине служили священники Владислав Мачковяк и Станислав Пыртек, расстрелянные немецкими оккупантами и впоследствии беатифицированные в составе 108 блаженных польских мучеников.
В период 1948—1990 годов костёл был закрыт, здание использовалось как зернохранилище и склад строительных материалов. В 1990 году здание в очень плохом состоянии было передано Католической церкви, некогда богатый интерьер храма погиб полностью. Была проведена реставрация, в настоящее время — действующий католический храм.

## Архитектура
Церковь Божьего Тела в Иказни — памятник архитектуры неороманского стиля.
Храм представляет собой двухбашенную, трехнефную базилику с трансептом, апсидой и ризницами. Массивные башни, квадратные в плане, с шатровым завершением, напоминают башни оборонительных сооружений. Менее тяжёлыми их делают многочисленные и разнообразные по форме оконные проемы и ниши. Стены декорированы с помощью т. н. «браславской мозаики» (узоры из колотого бутового камня на известковом растворе).